# If I’m the Devil…
If I'm the Devil… ist das vierte Studioalbum der US-amerikanischen progressiven Post-Hardcore-Band letlive, das am 10. Juni 2016 weltweit über Epitaph Records veröffentlicht wurde.

## Hintergrundgeschichte
Bereits am 25. September 2015 gab die Band bekannt, die Arbeiten an dem Album beendet zu haben und das es im Laufe des Jahres 2016 veröffentlicht werden würde. Am 3. November des gleichen Jahres wurde schließlich in einem Artikel des Revolver der Titel des Albums bekanntgegeben.
Am 6. April 2016 wurde das Album offiziell angekündigt und das Cover sowie die Titelliste präsentiert. Zudem wurde die Vorbestellungsphase auf ITunes und Google Play eingeläutet. Die erste Singleauskopplung Good Mourning, America erschien am selben Tag. If I'm the Devil… selbst erschien am 10. Juni 2016.

## Musikstil
In einem Interview mit dem britischen Rock Sound erzählte Sänger Jason Butler, dass If I'm the Devil… ein typisches letlive.-Album sei, auf dem Aggression und Rock ’n’ Roll hörbar sein und neue Elemente eingebaut würden. So sollen auch Elemente des New Wave, dunkler Soul und Hip-Hop und sogar Indie-Einflüsse verarbeitet werden.
In einem Interview mit dem US-amerikanischen Revolver Magazin hieß es, dass die Musiker zeitweise unterschiedliche musikalische Ausrichtungen anstrebten. So wollten einzelne Musiker Punklieder schreiben, während andere Mitglieder der Band Rockmusik den Vorzug gaben. Jason Butler selbst wollte etwas kreieren, was nach einer Mischung aus Kanye West und Royal Republic klingt. Nach dem Studioprozess allerdings, so Butler, hat die Gruppe den besten Sound erschaffen, auf den die Musiker hingearbeitet haben. So finden sich auch Akustik-Elemente als auch Einschübe elektronischer Musik wieder, die zeitweise an Radiohead und A Tribe Called Quest erinnern.
Thematisch wird If I'm the Devil… als das bis dato politischste Album der Band beschrieben. So beschreibt Butler in der zweiten Single Reluctantly Dead eine Autorität, welche seine Machtposition missbraucht während in Good Mourning, America der Umgang der Polizei und der weißen Bevölkerung gegenüber Afroamerikanern, speziell um die Unruhen in Ferguson, Missouri, kritisiert wird.

## Kommerzieller Erfolg
If I'm the Devil… verpasste wie seine Vorgänger-Alben den Einstieg in die offiziellen US-amerikanischen Albumcharts. Allerdings stieg die Gruppe mit dem Album erstmals in den deutschen Charts ein, wo das Album auf Anhieb Platz 70 erreichen konnte. Auch in den australischen Albumcharts erreichte If I'm the Devil… eine Chartnotierung. Dort landete das Album an 18. Stelle. Im Vereinigten Königreich ist If I'm the Devil… nach The Blackest Beautiful das zweite Album der Gruppe, das eine Notierung in den offiziellen Charts erreichen konnte. Allerdings stieg das Album lediglich auf Platz 97 ein; The Blackest Beautiful landete 2013 auf Platz 62.
| ChartsChartplatzierungen     | Höchstplatzierung | Wochen |
| ---------------------------- | ----------------- | ------ |
| Deutschland (GfK)            | 70 (1 Wo.)        | 1      |
| Vereinigtes Königreich (OCC) | 97 (1 Wo.)        | 1      |

## Titelliste
| #   | Titel                      | Länge |
| --- | -------------------------- | ----- |
| 1.  | I'v Learned to Love Myself | 4:57  |
| 2.  | Nü Romantics               | 3:35  |
| 3.  | Good Mourning, America     | 4:45  |
| 4.  | Who Are You Not            | 4:12  |
| 5.  | A Weak Ago                 | 3:11  |
| 6.  | Foreign Cab Rides          | 4:34  |
| 7.  | Reluctantly Dead           | 4:35  |
| 8.  | Elephant                   | 2:40  |
| 9.  | Another Offensive Song     | 2:59  |
| 10. | If I'm the Devil           | 5:01  |
| 11. | Copper Colored Quiet       | 4:12  |

## Kritiken
Eike Cramer vom deutschsprachigen Metal Hammer beschreibt die Qualität der gesamten Diskografie der Gruppe als hochwertig, weswegen bereits abzusehen war, dass die Gruppe ihren Erfolg weiter steigern konnten. So beschreibt er alleine den Opener I've Learned to Love Myself als eine Mischung aus A Beautiful Lie von 30 Seconds to Mars, Save Rock and Roll von Fall Out Boy und That's the Spirit von Bring Me the Horizon. Der Gesang von Jason Butler werde „gekonnt in Szene gesetzt und in ein episch-opulentes Pop-Songwriting eingebettet, was durch seine schweren Gitarren eine glasklare Tiefe“ hervorrufe. Dabei gelinge es der Gruppe ihre gesamte Bandseite an musikalischen Facetten, von roher Punk-Aggression (Good Mourning, America), großer Stadionromantik (Who Are You Not, Reluctantly Dead) bis hin zur geradlinigen Rockmusik (Elephant) auszuspielen und dennoch radiotaugliche Qualitäten (Copper Colored Quiet) hervorzurufen. Auch wenn sich die Gruppe von der vertrackten Komplexität ihrer Songs aus früheren Tagen weiter verabschiede, sei das Album stark geworden. Tobias Dahs vom Online-Musikportal Powermetal.de sieht dies ähnlich und schreibt, dass das Quartett musikalisch und lyrisch anspruchsvolle Themen präsentieren. Die Gruppe schaffe es ihre Komplexität und Progressivität in elf kurzen und prägnanten Stücken unterzubringen und nennt als musikalische Beispiele die Titel I've Learned to Love Myself, Reluctantly Dead und Nü Romantics, welche laut Dahs, großes Hitpotenzial besitzen. Einziges Negativbeispiel für das Scheitern der Gratwanderung zwischen Popmusik und Post-Hardcore das Album-abschließende Copper Colored Quiet, was er an den kitschigen Melodien im Refrain ausmacht. Dennoch sei das Album eine starke genrebezogene Veröffentlichung geworden, welche die Metamorphose zwischen Post-Hardcore und Popmusik nahtlos fortsetzt ohne sich in Belanglosigkeiten zu verlieren.
Entgegen der Meinung von Cramer und Dahs beschreibt Ulf Imwiche von Intro.de Musik auf dem Album als einen Klangpudding und bezeichnet es als Stadionrock mit nicht unerheblich verschluchztem Schmelz. Imwiche meint, die Musik klinge so, „als würden Bon Jovi sich an einem von souliger Schwerblütigkeit durchdrungenen Art von Emocore versuchen, den sie mit ihren Harmlosigkeits-Hardrock verquirlen und so auf größtmögliche Mitschmuße-Tauglichkeit trimmen.“ Im Gegensatz um Imwiche meint Sebastian Berlich vom Onlinemagazin Laut.de, dass das Album durchaus zu unterhalten wisse. Dabei nennt er A Weak Ago und Nü Romantics als musikalische Beispiele. Im Endeffekt, so Berlich, ist If I'm the Devil… das bis dato beste Output der Band, womit die Gruppe es schaffen kann, „auf den verwaisten Emo-Thron zu springen.“